# Прогрессивное объединение крестьян Латгалии
Прогрессивное объединение крестьян Латгалии (латыш. Latgales Zemnieku progresīvā apvienība) — политическая партия в Латвии, основанная июне 1931 года и существовавшая до мая 1934 года. Её лидером был Владислав Рубулис.

## История
Партия была основана в июне 1931 года в результате слияния Демократического союза крестьян Латгалии и Прогрессивного народного союза. В октябре 1932 года некоторые бывшие члены Прогрессивного народного союза отделились от партии и возобновили её деятельность, образовав отдельную фракцию в Сейме. Партия продолжала функционировать до переворота Улманиса в мае 1934 года.

## Участие в парламентских выборах
На выборах в Сейм в 1931 году партия получила 5 кресел, набрав 5% голосов избрителей.